# Josephine Lalam
Josephine Lalam (Uganda, 12 de noviembre de 2000) es una atleta ugandesa, especialista en la prueba de lanzamiento de jabalina, en la que logró ser medallista de bronce africana en 2018

## Carrera deportiva
En el Campeonato Africano de Atletismo de 2018 celebrado en Asaba (Nigeria) ganó la medalla de bronce en el lanzamiento de jabalina, llegando hasta los 51.33 metros, tras la nigeriana Kelechi Nwanaga (oro con 56.96 metros) y la sudafricana Jo-Ane van Dyk (plata con 53.72 metros).